# Греческий торговый флот во Второй мировой войне
Греческий торговый флот (греч. Ελληνικός Εμπορικός Στόλος) был участником Второй мировой войны, наряду с ВМФ Греции. Торговый флот стал участником войны примерно за год до вступления Греции в войну и продолжил своё участие в войне после освобождения Греции (октябрь 1944) на протяжении ещё 11 месяцев.
Профессор истории Илиас Илиопулос отмечает, что участие греческого торгового флота в войне отвечает тезису американского военно-морского теоретика, контр-адмирала Альфреда Мэхэна, что морская мощь нации является суммой военно-морского и торгового флотов. Илиопулос отмечает, что и в древности «великое государство моря» Афин (Фукидид) являлось суммой потенциалов афинского военного и торгового флота и что Афины располагали тогда около 600 торговыми судами.

## Предыстория
Несмотря на то, что в Первую мировую войну греческие судовладельцы потеряли 2/3 своих судов и невзирая на экономический кризис в 1930-е годы, греческий торговый флот переживал ещё один период своего расцвета и находился в десятке крупнейших торговых флотов мира.
По самой скромной оценке, накануне Второй мировой войны греческий торговый флот был девятым в мире по тоннажу и насчитывал 577 пароходов. Учитывая тот факт, что в десятке были страны оси — Германия, Италия и Япония — а также флот оккупированной Франции (смотри Режим Виши), значение греческого торгового флота для антифашистской коалиции было более чем существенным.
Профессор И. Илиопулос пишет, что греческий торговый флот располагал 541 пароходами под греческим флагом, общей вместимостью в 1 666 859 БРТ и 124 пароходами под иностранными флагами, вместимостью в 454 318 БРТ. Согласно Илиопулосу, греческий торговый флот находился на четвёртом месте в мире, а греческий сухогрузный флот на втором.
Исследователь Димитрис Галон, основываясь на немецких источниках, пишет что в 1938 году, за год до начала Второй мировой войны, греческий торговый флот находился на третьем месте в мире, после Англии и Норвегии, располагая 638 судами, общей вместимостью 1,9 миллионов БРТ. 96 % всех судов греческого торгового флота были сухогрузами.
По оценке контр-адмирала Сотириоса Григориадиса, греческий торговый флот располагал до войны 600 океанскими пароходами и 700 моторными средиземноморскими судами. 90 % океанских пароходов были сухогрузами. Григориадис подтверждает, что греческий довоенный флот был впереди флотов Швеции, Советского Союза, Канады Дании и Испании, но отмечает что греческий флот не превышал 3 % от мирового флота, в то время как первый тогда флот в мире, британский, в 1939 году располагал 26,11 % тоннажа мирового флота. Однако за несколько месяцев войны обстановка на море для Британии резко обострилась. К середине 1940 года ВМФ Британии располагал топливом только на 2 месяца. Уже к сентябрю 1941 года торговый флот Британии потерял 25 % своих судов. В этой связи, греческий торговый флот приобрёл для союзников, и в особенности для Британии, огромное значение.
Подписанное в январе 1940 года с правительством нейтральной тогда Греции Военного торгового соглашения (War Trade Agreement), при поддержке греческих судовладельцев и профсоюза греческих моряков, по сути передавало один из крупнейших флотов мира в распоряжение британского правительства и исключало перевозку греческими судами грузов стран Оси.

## Прелюдия мировой войны
С самого начала гражданской войны в Испании, в мае 1937 года, находящаяся в подполье компартия Греции обратилась с воззванием о солидарности к республиканской Испании и о недопущении снабжения Франко через греческие порты:187. В короткий промежуток 17 дней между переворотом Франко 18 июля 1936 года и установлением в Греции диктатуры генерала Метаксаса 4 августа 1936 года, 2000 человек изъявили желание отправиться в Испанию. Одновременно, когда экипаж парохода «Кимон», с боеприпасами для республиканской Испании, бросил свой корабль в порту Суда, остров Крит, местная организация КПГ сумела подобрать экипаж добровольцев и доставить боеприпасы по назначению. В знак признания республиканская Испания наградила местную организацию КПГ орденом:188. Метаксас официально придерживался нейтралитета, но свои симпатии к Франко не скрывал:168. В результате этого, возможности отправиться в Испанию из Греции были ограничены:190.
Как следствие, греческие добровольцы в Испании принадлежали в основном к 3 группам: морякам греческого торгового флота — грекам проживающим в эмиграции — грекам острова Кипр, находившимся под британским контролем. Греческие торговые моряки составили значительную часть состава Греческой роты интербригад имени Ригаса Фереоса.
Кроме отправки добровольцев, основной задачей Профсоюза моряков Греции, с центром в Марселе, во главе с Камбуроглу, расстрелянного позже немцами во Франции, стало бесперебойное снабжение республиканцев. Из-за угрозы подводных лодок, грузы чаще доставлялись в порты Алжира, откуда доставлялись на каиках в Испанию. На последнем плече большинство греческих моряков были вооружены:191. Многие моряки вступали добровольцами в республиканскую армию сразу по прибытии в Испанию. Другие, такие как офицеры Папазоглу и Гомер Серафимидис, вступали в республиканский военно-морской флот:210.
Значительным вкладом греческих моряков был отказ работать на судах перевозящих грузы для Франко, в отличие от судов перевозящих грузы из СССР, несмотря на то что последние находились постоянно под угрозой итальянских подлодок и немецкой и итальянской авиации:219.

## Начало Второй мировой войны и профсоюз моряков
С началом Мировой войны, находившийся в Марселе прокоммунистический Союз моряков Греции (ΝΕΕ, в 1943 году был реорганизован в Федерацию греческих организаций моряков, ΟΕΝΟ), не забывая о «классовой борьбе», дал установку «Держать корабли на ходу».
После капитуляции Франции, руководство профсоюза греческих моряков перебралось в Нью-Йорк.

## Период с начала Второй мировой войны (1 сентября 1939 года) до начала греко-итальянской войны (28 октября 1940 года)
В этот период многие греческие торговые суда, зафрахтованные союзниками, были потоплены в Атлантике, в основном немецкими подводными лодками. Некоторые греческие суда были конфискованы в портах, находившихся под контролем сил Оси и их союзников. Общие потери греческого торгового флота в этот, первый, период войны достигли 368 621 БРТ.
Уже в первый месяц войны, командиры немецких подводных лодок получили 30 сентября 1939 года следующее указание: «…поскольку греки продали или отдали во фрахт англичанам большое количество (торговых) судов, греческие суда должны считаться вражескими…. При атаке подлодки должны оставаться невидимыми….». Однако в тот период некоторые командиры немецких подводных лодок ещё соблюдали морскую этику.

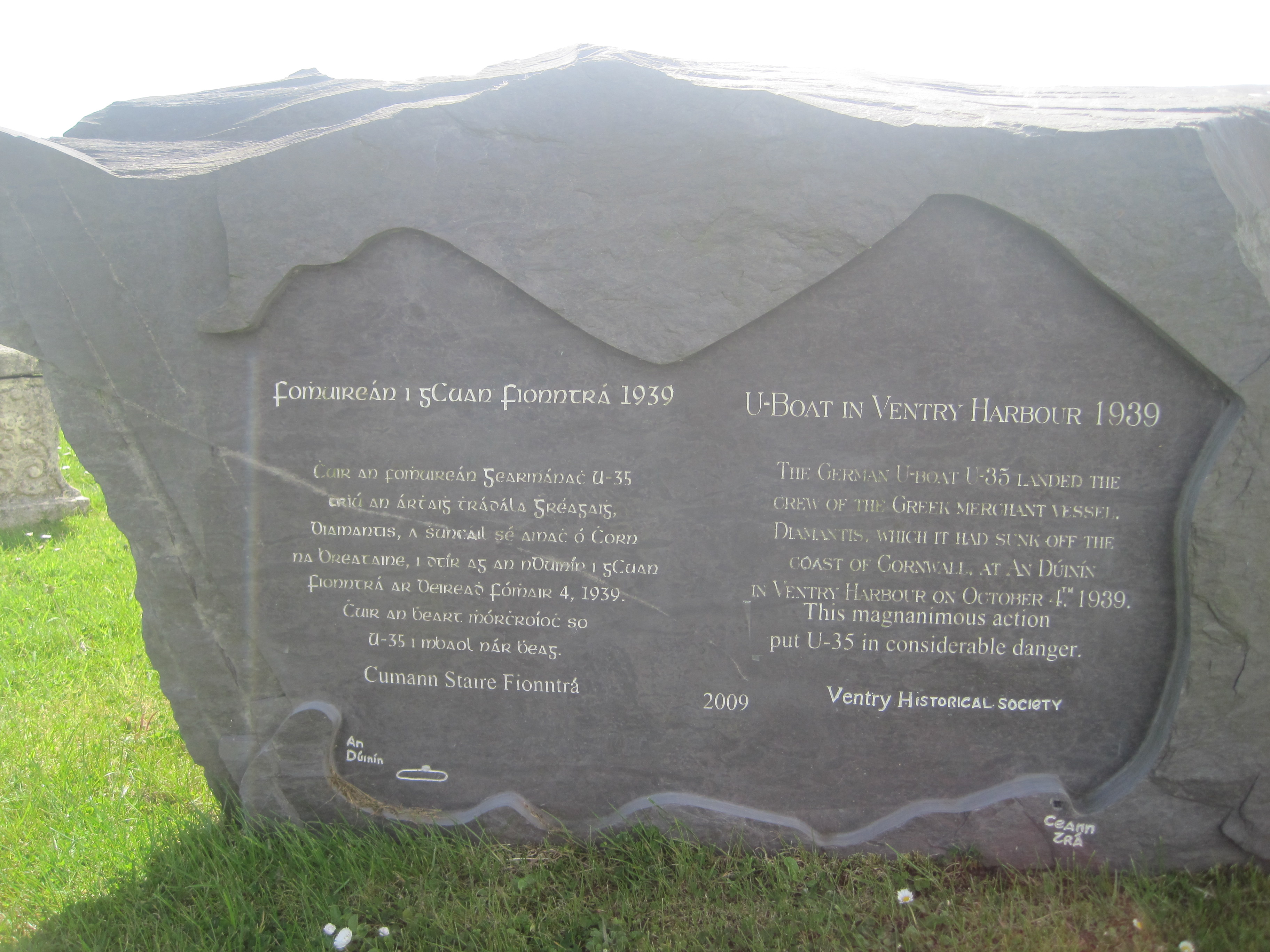
Мемориал немецкой подлодке U-35 в Вентри, Ирландия

3 октября 1939 года, греческое грузовое судно «Диамантис» (4990 БРТ — капитан Панагос Патерас) было остановлено немецкой подлодкой U-35, под командованием Вернера Лотта, в 40 милях к западу от островов Силли. «Диамантис» шёл из Сьерра-Леоне в Англию, с грузом 7700 тонн марганцевой руды. Греция тогда была ещё нейтральной страной, но груз был для Британии, и следовательно судно было «законной целью». «Диамантис» стал первым греческим судном, потопленным немецкой подлодкой, но Лотт принял греческих моряков на борт своей подлодки и высадил их в бухте рыбацкой деревушки Вентри, Керри (графство), нейтральной Ирландии.
Греческий пароход «Иоанна» (950 БРТ) был остановлен 1 июня 1940 года немецкой подлодкой U-37, в 180 милях от испанского порта Виго. Экипажу было приказано покинуть пароход, который затем был потоплен. Капитан Василиос Ласкос, сам бывший подводник и погибший в 1942 году командуя греческой подлодкой «Кацонис (Υ-1)», вместе со своим экипажем, 3 дня шёл на шлюпках в штормовом море, пока не был подобран рыбаками. Ласкос и его экипаж направились в Лиссабон, где уже образовалась колония 500 греческих торговых моряков, чьи суда были потоплены немецкими подводными лодками. Все они были посажены на греческий торговый пароход «Аттика» и доставлены в Грецию.
Аналогичный случай описывает в своей книге старший механик греческого парохода «Адамастос», Константин Домврос. Пароход был остановлен 1 июля 1940 года в Северной Атлантике немецкой подлодкой U-14. Пароход был потоплен. Экипаж был оставлен в шлюпках в 500 милях от суши, но не был расстрелян.
Со временем подобных случаев становилось всё меньше и потопление греческих торговых судов сопровождалось гибелью их экипажей.
Этот период отмечен также участием греческих торговых судов в Дюнкеркской эвакуации. Одной из греческих потерь в ходе эвакуации, стал пароход «Галаксиас» (4393 БРТ), потопленный немецкой авиацией во французском порту Дьеп в начале операции. Участие греческих торговых судов в Дюнкерской эвакуации нашло своё место в мемуарах Черчилля.

## Период с начала греко-итальянской войны (28 октября 1940 года) до начала немецкого вторжения в Грецию (6 апреля 1941 года)
В период Греко-итальянской войны (октябрь 1940 — апрель 1941) греческие торговые суда, под защитой кораблей ВМФ Греции, доставили в близлежащие к фронту порты около 80 % всего снабжения армии. При этом, было задействовано 140 грузовых и 47 пассажирских судов, а также 56 буксиров.
Из 47 мобилизованных пассажирских судов, 3 были переоборудованы в плавучие госпитали («Аттика», «Эллинис» и «Сократис»). Как госпитали использовались также грузопассажирские «Поликос», «Андрос», «Иония» и «Мосханти» (последние 2 без опознавательных знаков Красного креста).
В этот период потери греческого торгового флота, в основном, были результатом деятельности ВМФ Италии (Regia Marina Italiana). Это были грузовые пароходы и моторные суда, мобилизованные греческим правительством и использовавшиеся в качестве транспортов. В число потерь также вошли греческие суда, конфискованные в итальянских портах, сразу после отклонения греческим правительством итальянского ультиматума и начала войны. Общие потери этого периода, включая и продолжающиеся потери греческого торгового флота в Атлантике, достигли 135 162 БРТ.

## Период с начала немецкого вторжения (6 апреля 1941 года) до полной оккупации Греции (31 мая 1941 года)

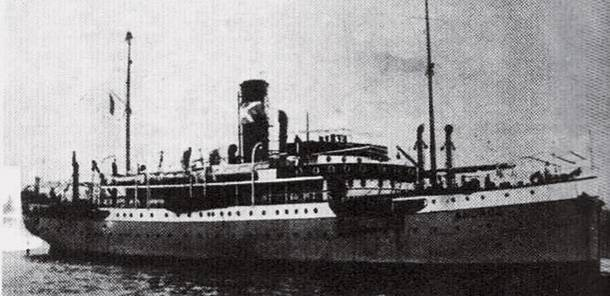
Греческий грузо-пассажирский пароход Андрос. Использовался в качестве плавучего госпиталя. Потоплен немецкой авиацией 25.4.1941 года.

В октябре 1940 года греческая армия отразила нападение Италии и перенесла военные действия на территорию Албании. Это была первая победа стран антифашистской коалиции против сил Оси. Итальянское весеннее наступление 9 — 15 марта 1941 года в Албании показало, что итальянская армия не могла изменить ход событий, что делало вмешательство Германии для спасения своего союзника неизбежным.
По просьбе греческого правительства, до конца марта 1941 года, Великобритания послала в Грецию 40 тысяч своих солдат. При этом англичане заняли вторую линию обороны по реке Алиакмон, вдали от линии фронта в Албании и потенциального театра военных действий на греко-болгарской границе.
Немецкое вторжение, из союзной немцам Болгарии, началось 6 апреля 1941 года. Немцы не смогли сходу прорвать линию греческой обороны на греко-болгарской границе, но прошли к македонской столице, городу Фессалоники, через территорию Югославии. Группа дивизий Восточной Македонии была отсечена от основных сил греческой армии, сражавшихся против итальянцев в Албании. Немецкие войска вышли в тыл греческой армии в Албании. Дорога на Афины была открытой для немецких дивизий.
Наряду с потерями ВМФ Греции, потерявшего в этот период 25 кораблей, потери греческого торгового флота, в течение месяца, достигли 220 581 БРТ, что составляло 18 % его потенциала. Все потери, как ВМФ Греции, так и греческого торгового флота, были результатом деятельности Люфтваффе.
Среди прочих судов, самолёты Люфтваффе потопили плавучие госпитали, невзирая на знаки Красного креста и их полное освещение ночью («Аттика» 11 апреля 1941 года, «Эсперос» 21 апреля, «Эллинис» 21 апреля, «Сократис» 21 апреля, «Поликос» 25 апреля и «Андрос» 25 апреля.
Основной целью немецких самолётов был Пирей (9 потопленных судов), другие греческие порты, но и вся акватория Эгейского моря (88 потопленных судов) была зоной непрестанных атак немецких самолётов на военные корабли и торговые суда.
Потери греческого торгового флота связанные с сражением за Крит (17 потопленных судов) достигли 39 700 БРТ.
Большое число греческих торговых судов, с греческими воинскими частями и беженцами, а также английскими, австралийскими и ново-зеландскими частями, последовало за кораблями греческого ВМФ в Египет и Палестину.

## Период от начала оккупации (31.5.1941) и до завершения Второй мировой войны (15.8.1945)

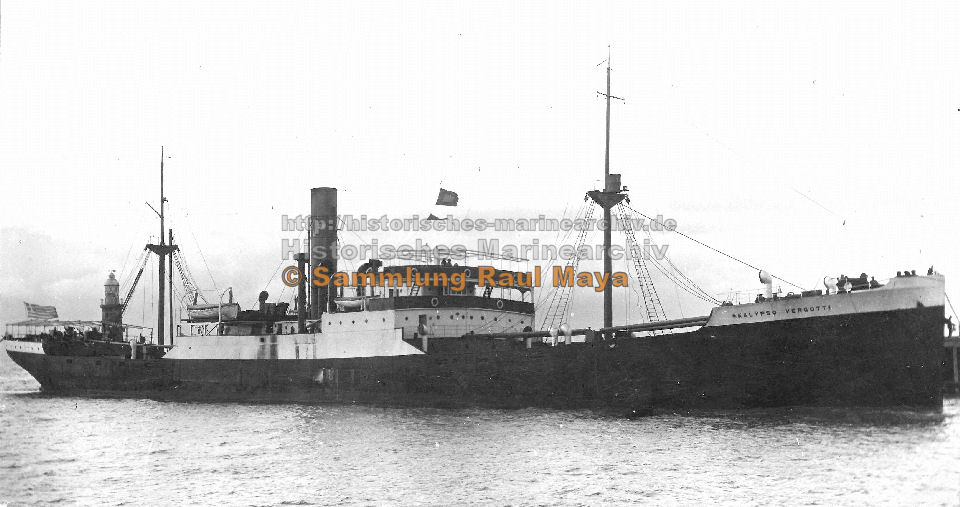
Греческий пароход Калипсо Верготи Потоплен немецкой подлодкой 29.6.1941 года в Атлантике.

В этот период греческий торговый флот потерял бо́льшую часть своего потенциала. Греческие торговые суда были потоплены силами Оси на всех широтах и долготах земного шара. Большое число греческих судов, конфискованных немцами и итальянцами, были потоплены союзниками. В число потерь этого периода включаются также греческие суда, конфискованные японцами в портах Японии и Китая. Общие потери греческого торгового флота в этот период составили 535 280 БРТ.
Среди многочисленных героических актов греческих торговых моряков этого периода два отмечены в ходе поддержки британских войск в Северной Африке.
2 Февраля 1943 года греческое торговое судно «Николаос Г Кулукундис» (капитан Г. Паноргиос), невзирая на обстрел итальянских и германских самолётов и кораблей, сумело доставить в Ливию груз бензина для 8-й британской армии. Британский премьер-министр Черчилль посетил борт судна 4 февраля, чтобы лично выразить свою признательность экипажу.
Аналогичный акт греческого судна «Элпис» (капитан Н. Кувалиас) получил официальную признательность короля Англии.
В этот период греческие торговые суда принимали участие в конвоях на Англию и Мурманск, что отражено в мемуарах Черчилля.

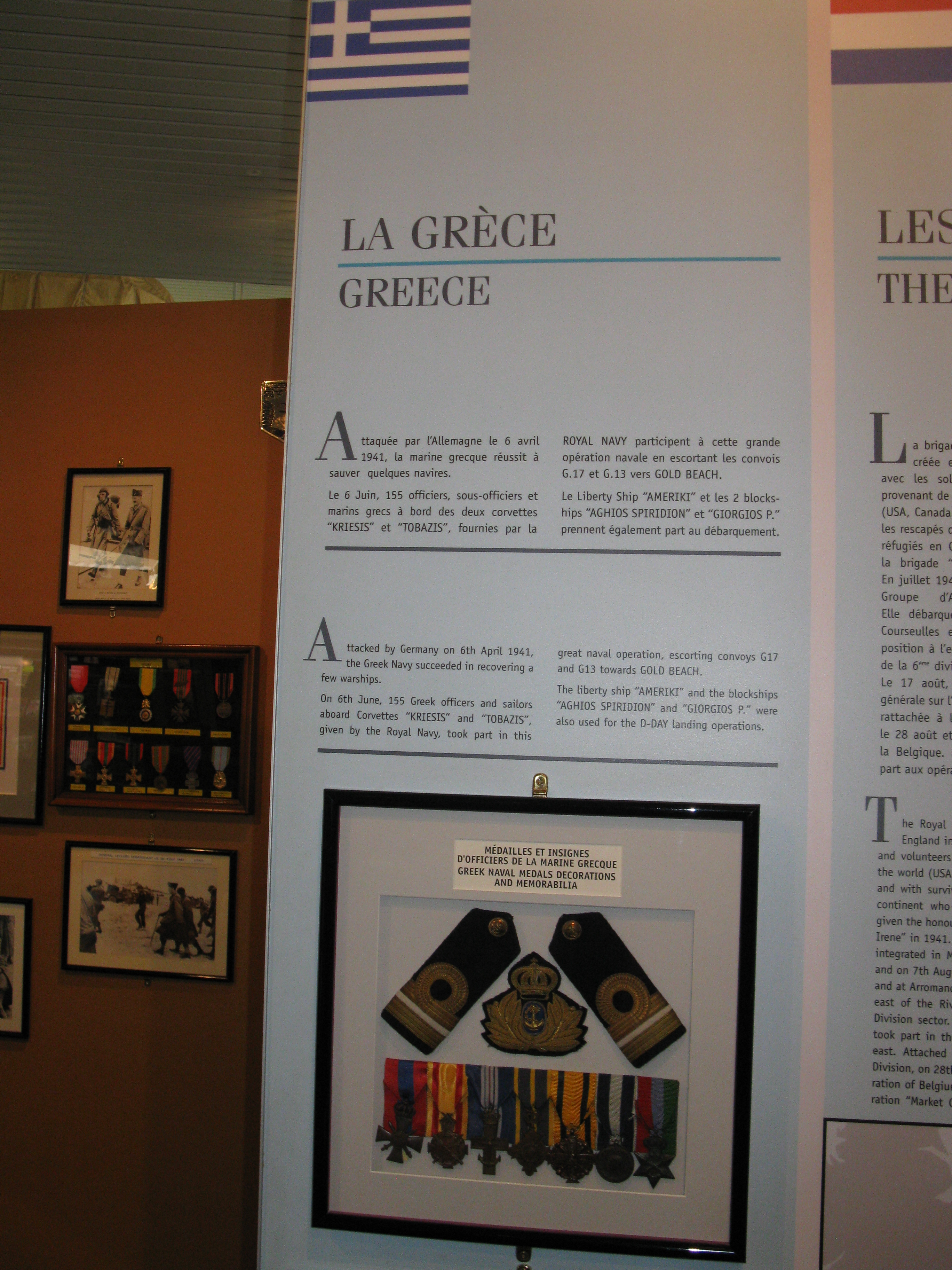
Стенд в музее французского города Арроманш-ле-Бен посвящённый участию греческого торгового флота в высадке в Нормандии.

Наряду с греческими корветами «Томбазис» и «Криезис», в союзной высадке в Нормандии приняли и суда греческого торгового флота. Пароходы «Агиос Спиридон» (капитан Г. Самотракис) и «Георгиос П.» (капитан Д. Парисис) были затоплены экипажами на мелководье, для создания волнолома. Пароходы «Америка» (капитан С. Феофилатос) и «Эллас» (капитан Г. Триливас) продолжали доставлять войска и грузы на побережье Нормандии.
Экипажи на суда подлежащие затоплению были набраны из добровольцев, после обращения к двум секретарям профсоюза греческих моряков, одним из которых был коммунист Антонис Абатиелос.
Одной из потерь последних лет войны был пароход «Пилевс» (4965 БРТ), торпедированный немецкой подлодкой U-852 13 марта 1944 года у берегов Западной Африки. За убийство после торпедирования греческих моряков, экипаж U-852, после войны, предстал перед судом.
К концу войны число греческих торговых судов потопленных немецкими подводными лодками достигло 124.

## Потери
В общей сложности, за годы войны греческий торговый флот потерял 486 судов, суммарной вместимости 1 400 000 БРТ, что составляло 72 % его потенциала. Около половины этих потерь приходились на первые 2 года войны. Для сравнения, британский флот потерял 63 % своего потенциала. На фоне общих союзных потерь достигших 4834 судов и суммарных 19 700 000 БРТ, греческие потери выглядят особенно высокими. Из 19 000 греческих торговых моряков, служивших на торговых судах в годы войны, 4000 моряков погибли, в основном в результате торпедирования их судов. 2500 моряков остались инвалидами. 200 моряков, переживших потопление своих судов или плен, получили серьёзный или непоправимый ущерб их психическому здоровью.

## Греческий торговый флот после войны

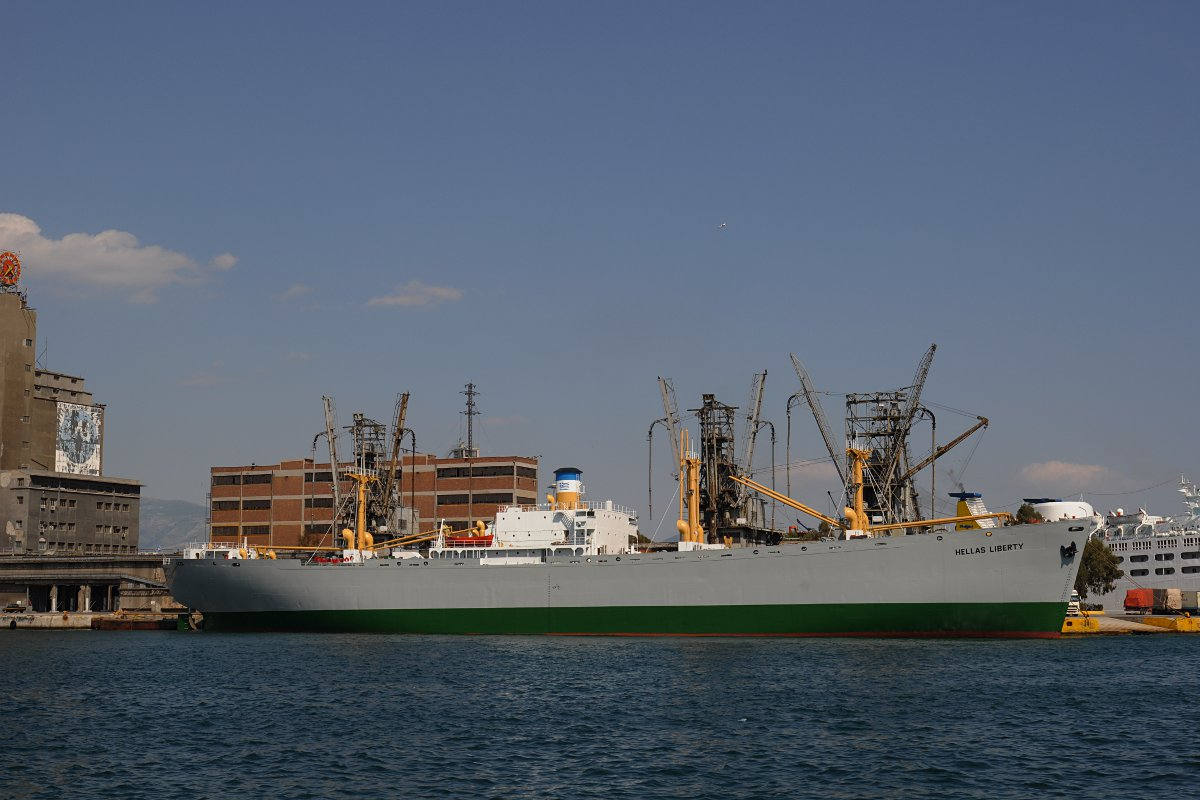
Судно-музей Hellas Liberty в июне 2010 года

Ещё в ходе войны (1944) и по запросу эмиграционного греческого правительства, правительство США предоставило 15 судов типа «Либерти» греческим судовладельцам М. Кулукундису К. Лемосу и Н. Ретимнису.
В знак признания огромного вклада греческого торгового флота в победу союзников и понесённых им потерь, по окончании войны, правительство США предоставило греческим судовладельцам, потерявшим свои суда в Атлантике, 100 «Либерти» на льготных условиях. Каждое из этих 100 судов было предложено за 650 000 $, с 25 % предоплатой и 17-летним кредитом с процентами, под гарантии Греческого правительства. В последующие годы, но уже на текущих коммерческих условиях, греческими судовладельцами были приобретены ещё 700 «Либерти».
Если по изначальной идее «Либерти» строились как «суда на пять лет» и их массовый слом пришёлся на 1960-е годы, то греческие судовладельцы эксплуатировали эти суда ещё два десятилетия. Последнее «Либерти» греческих судовладельцев было списано в 1985 году. В определённой степени «Либерти» послужили отправной точкой послевоенного взлёта греческого торгового флота (под греческим и другими флагами), прочно «удерживающего свою лидирующую позицию в мировом торговом флоте» по сегодняшний день.
В знак признания вклада «Либерти» во взлёте греческого торгового флота, в 2009 году, одно из последних в мире «Либерти» было переоборудовано в судно музей «Hellas Liberty» и поставлено к месту постоянной стоянки в греческом порту Пирей.

## Профсоюз греческих моряков после войны
После Декабрьских событий 1944 года, вернувшиеся в Грецию моряки торгового флота, состоявшие в прокоммунистическом профсоюзе моряков (ΟΕΝΟ), преследовались также как и участники Сопротивления.
С началом Гражданской войны (1946—1949), многие торговые моряки оставили свои суда и вступили в Демократическую армию.
С поражением Демократической армии, многие торговые моряки оказались в эмиграции в странах Восточной Европы и в СССР. Антонис Абатиелос, один из двух секретарей профсоюза отмеченный историографией в высадке в Нормандии, был осуждён в 1947 году к смерти, за организацию забастовки в военное время. Исполнение приговора было отменено, благодаря известности Абатиелоса в всемирном профсоюзном движении и усилиями его жены, англичанки леди Бетти Абатиелу. Абатиелос был освобождён только через 16 лет, в 1963 году.
Один из самых известных офицеров торгового флота, Димитрис Татакис, был замучен в январе 1949 года в концлагере на острове Макронисос.
Ветераны греческого торгового флота отмечают, что «первый флот в мире» обязан своему взлёту не только и не столько греческим судовладельцам, сколько труду и жертвам греческих моряков, как в годы войны, так и в послевоенные годы.